# Carrière de Berry
La carrière de Berry est une carrière située sur le territoire de la commune de Saint-Christophe-à-Berry, dans le département de l'Aisne, en France.

## Historique
La carrière, exploitée depuis l'époque médiévale, a été occupée par les soldats français de 1914 jusqu'à la fin de la Première Guerre mondiale. 
Le monument est inscrit au titre des monuments historiques en 1997 et classé en 1998.

## Caractéristiques
Les chasseurs alpins ont laissé des  traces de leur passage dans cette grotte :
- une chapelle dans le fond de la carrière, près d'une sortie aménagée donnant accès aux premières lignes. Cette chapelle se compose d'un autel sculpté dans la paroi avec tabernacle, credo, ciboire, palmiers et soldats en prière. Un blason représentant un cor de chasse, emblème du 45e B.C.P. (chasseurs alpins), des lauriers 1914-1915 et les noms des localités voisines ont été gavés dans la pierre. Enfin, on y trouve un petit autel en forme d' ogive a été taillé au ras du sol, avec une étoile à cinq branches ainsi qu' un petit profil anonyme portant la date février 1917.
- une chapelle aménagée par le 67e R.I.T.